# 양순 경구개 접근음
양순 경구개 접근음(兩脣 硬口蓋 接近音)은 자음중 하나로, 양순과 경구개로 조음하는 접근음이다. 국제 음성 기호에서는 [ɥ]로 표기한다.

## 발음의 예
- 표준 중국어: e·an 앞의 병음 yu, ü 및 j·q·x 와 e·an 사이의 u에서 이 소리가 난다.
- 한국어의 경기방언: 첫소리에서 ㅇ으로 시작하는 ㅟ의 ㅜ에서 이 소리가 난다.
- 프랑스어: 모음 앞의 u에서 이 소리가 난다. 예외와 묵음은 제외한다.